# 人类激情之庙
人类激情之庙（英語：Temple of Human Passions），亦称Pavillon Horta-Lambeaux，是一座新艺术运动风格的洋亭，采用了希腊神庙（Greek temple）造型，由维克多·奥塔于1896年建于布鲁塞尔五十周年纪念公园内。尽管表面上是古典式的，但该建筑仍是年轻的维克多·奥塔迈向新艺术运动的第一步。它原本被设计为一个由Jef Lambeaux创作的巨大的大理石浮雕《人类激情》（"Human Passions"）的展橱。但在完工之后，该建筑几乎一直处于永久性关闭状态，直到2014年才開始在夏季開放。

## 历史
1889年，在维克多·奥塔的老师阿尔丰斯·巴拉特（Alphonse Balat）——比利时国王利奥波德二世最青睐的建筑师的推荐下，维克多·奥塔受到委托，为Jef Lambeaux的雕塑《人类激情》设计一座容纳它的亭阁。
这座具有古典风格外貌的小庙已经宣告了伴随这位建筑师的新艺术风格。尽管忠实于古典主义建筑的正式建筑语汇，但是奥塔已经勉力使该建筑包含新艺术风格的所有元素。初看时，该建筑恰似一座古典神庙。然而，该建筑内一条直线也没有。每个古典主义的细部都被重新审视并重新诠释。奥塔在对古典神庙几乎是“有机的”诠释上取得了成功，并未完全抛弃对历史风格的参考和运用。墙壁稍稍弯曲一如树木的最下部，看似有机地生发出来。
第一次世界大战结束后，奥塔在设计美术宫以及位于图尔奈的美术博物馆时又回到了此种古典主义。
该建筑本身则命运多舛。奥塔受托建造一座包围Lambeaux的浮雕的建筑，但这两人的合作很快遇到了不可调和的争议。起初，奥塔将该亭的立面设计为开放式，该亭只供避雨用——列柱后面没有墙壁和铜制大门——因此浮雕可以一直被外面的行人看见。但是Lambeaux反对奥塔的这个意见，希望在列柱的后面能有廊墙。这一争论多年未能解决：1899年10月1日，落成典礼当天，这座庙宇仍是开放式的，里面的浮雕能够从周围的公园内看到。在公众舆论和当局的压力下，奥塔不得不修改了他的设计，以木制隔板将庙宇挡住。在落成典礼举行仅仅三天后，庙宇又成了未完工的了。
Lambeaux从不知道这座庙宇会有如今的样貌。在Lambeaux死后不久，奥塔便接受了他的意见，用墙永久性地掩藏住了这座浅浮雕，以一个封闭式的正面加强从玻璃天花板上射进来的自然光线。
1967年，比利时国王博杜安将这座建筑赠与正对比利时进行正式访问的沙特阿拉伯国王费萨尔。与该建筑同时被赠与的还有1880年国家展览会的东亭，即后来的布鲁塞尔大清真寺。沙特阿拉伯政府最终将人类激情之庙又送还了比利时政府。除了偶尔有的开放日外，这座庙宇仍然不对公众开放。2002年起，除了周一外，该庙每天开放一小时。最近这些年，这种不对外开放的举措倒并非因为公众对性的大惊小怪，而是因为害怕浮雕受到破坏。.

## 《人类激情》浮雕 （"Human Passions"）

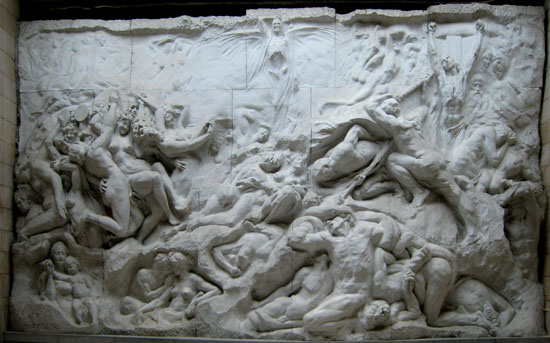
人类激情之庙中陈列的Jef Lambeaux所作的浮雕细部

奥塔设计的亭子内安置着雕塑家Jef Lambeaux（1852-1908）无与伦比的成就：浮雕《人类激情》。这座12乘8（39乘26英尺）的作品围绕着受死亡支配的人类的幸福与罪恶。它还展示了人类“被动的”激情，比如战争、强奸和自杀。

这座浮雕自1886年该方案发布以来便饱受争议。尽管起初艺术评论家们十分热情，但他们对该作品缺乏凝聚力感到尤为遗憾。比利时政府不顾争议，于1890年购得该作品以安放于五十周年纪念公园。Werner Adriaenssens也倾向于否认该作品神化般的地位。: 
|  | Sure it’s large, as Lambeaux intended, but hardly a masterpiece. The relief consists of separate groups rather than forming a whole. Unfortunately Lambeaux never explained his intentions. Even the title isn’t his. |

1899年10月1日， 奥塔的庙宇正式落成，该作品也向公众展示。Lambeaux展示男性和女性裸体的直白方式受到报刊的强烈抨击。该雕塑展示了肉体愉悦的各种方式的毫无拘束的众多裸体，报刊称其为丑闻。裸露并非唯一的问题：被钉十字架的基督位于死神的下方，这激怒了保守的比利时人。这座开放式的建筑在落成典礼举行仅三天后便被木隔板挡住，从而远离了公众的视线。

## 翻新
该建筑自建成后有一个世纪多无人看管，急需修缮。2008年，比利时政府通过在Moniteur Belge上发布两个政府采购信息，正式启动了翻新工程的外包。对《人类激情》浮雕的翻新也会展开。